# Marcin Stolarski
Marcin Tomasz Stolarski, född 4 januari 1996 i Warszawa, är en polsk simmare.
Stolarski tävlade i två grenar för Polen vid olympiska sommarspelen 2016 i Rio de Janeiro. Han blev utslagen i försöksheatet på 100 meter bröstsim samt var en del av Polens lag som blev utslagna i försöksheatet på 4 x 100 meter medley. Han tränades av den svenske tränaren Petter Jonsson mellan åren 2012 och 2016 men fick sparken innan olympiska sommarspelen 2016 i Rio de Janeiro. Detta medgav han i en intervju i tidningen Express Bydgoski.